# Teresa Rojas Rabiela
Teresa Rojas Rabiela (Ciudad de México, diciembre de 1947) es una etnóloga, etnohistoriadora, Investigadora Nacional Emérita y académica mexicana; Premio Nacional de Arte y Literatura 2024, México, Campo III: Historia, Ciencias Sociales, y Filosofía.
Se ha especializado en el estudio de las chinampas de la Cuenca de México, en historia de la agricultura, la hidráulica, la tecnología y la organización laboral en Mesoamérica durante la época prehispánica y colonial, así como en fotografía histórica de indígenas y campesinos de México. Ha ocupado cargos directivos, consultivos y de representación académica en el Centro de Investigaciones y Estudios Superiores en Antropología Social (CIESAS), el Foro Consultivo Científico y Tecnológico, la Academia Mexicana de Ciencias, el Colegio de Etnólogos y Antropólogos Sociales, el Sistema Nacional de Investigadores, el Instituto de Investigaciones Antropológicas-UNAM, el Archivo General de la Nación (México), la Universidad Iberoamericana, El Colegio Mexiquense, El Colegio de San Luis y El Colegio de Michoacán.

## Biografía
Obtuvo su título de etnóloga en la Escuela Nacional de Antropología e Historia del INAH con la tesis Aspectos tecnológicos de las obras hidráulicas en el Valle de México, dirigida por Ángel Palerm, y su doctorado en la Universidad Iberoamericana con la tesis La agricultura mesoamericana en el siglo XVI, dirigida por Pedro Carrasco. Ha sido profesora investigadora del CIESAS desde su fundación en 1973 y fue su directora general de 1990 a 1996. Alumna de Guillermo Bonfil Batalla, Ángel Palerm Vich, Pedro Armillas, Pedro Carrasco y William T. Sanders. Ha formado a varias generaciones de etnohistoriadores y dirigido cuarenta y un tesis.
Es miembro del Sistema Nacional de Investigadores nivel III, habiendo recibido en 2022 -como ya se ha mencionado- la distinción de Investigadora Nacional Emérita. Ha sido galardonada con el Premio de investigación científica en Ciencias Sociales que otorga la Academia Mexicana de Ciencias (1985), el Premio Francisco Javier Clavijero a la mejor tesis de doctorado en Historia y Etnohistoria (Premios INAH, 1985), la Medalla Manuel Rodríguez Lapuente en Ciencias Sociales de la Universidad de Guadalajara (2003), la Medalla Académica por trayectoria que otorga la Sociedad Mexicana de Historia de la Ciencia y la Tecnología (2004), y la Mención al Mérito en la Labor de Salvaguarda y Organización de Archivos, dentro del XVIII Premio Citibanamex "Atanasio G. Saravia" de Historia Regional Mexicana 2018-2019 (recibido en 2020). Ganadora del Premio Nacional de Artes y Literatura Campo III Historia, Ciencias Sociales y Filosofía 2024, México, con el que a la vez se le otorgó la Distinción como Creador Emérito del Sistema Nacional de Creadores de Arte. Fundadora del Archivo Histórico del Agua (Comisión Nacional del Agua), dirigió el proyecto Archivo General Agrario (CIESAS-Registro Agrario Nacional, México).
Editora de las colecciones Historia de los Pueblos Indígenas de México (con Mario Humberto Ruz Sosa) (CIESAS - Comisión Nacional para el Desarrollo de los Pueblos Indígenas), la Colección Agraria (CIESAS-Registro Agrario Nacional, México), la Serie Biografías (Colegio de Etnólogos y Antropólogos Sociales), el catálogo Iconografía de luz. Catálogo electrónico de la Fototeca Nacho López (con Ignacio Gutiérrez Ruvalcaba) (CIESAS-CDI), con un total de 55 volúmenes.

## Obras publicadas
La doctora Rojas Rabiela ha publicado, entre otras, las siguientes obras:
- "La cerámica contemporánea de Tlayacapan", México, Anales de Antropología, Revista del Instituto de Investigaciones Antropológicas de la Universidad Nacional Autónoma de México, Vol. 10, 1973, 27 pp.
- Rojas Rabiela, Teresa (1974). Nuevas noticias sobre las obras hidráulicas prehispánicas y coloniales en el valle de México. México: Instituto Nacional de Antropología e Historia.[6]
- Rojas Rabiela, Teresa (1977). «La organización del trabajo para las obras públicas el coatequitl y las cuadrillas de trabajadores.». El trabajo y los trabajadores en la historia de México. México: Colegio de México. ISBN 9681200365.
- Rojas Rabiela, Teresa, ed. (1983). La Agricultura chinampera: compilación histórica. México: Universidad Autónoma de Chapingo.[7]
- La cosecha del agua. Pesca, caza de aves y recolección de otros productos biológicos acuáticos en la Cuenca de México, México, ed. SEP Cultura - Centro de Investigaciones y Estudios Superiores en Antropología Social (CIESAS) 1985, 142 pp.
- "El trabajo de los indios de la ciudad de México: 1521-1600", en Susana Glantz (editor), La heterodoxia recuperada. En torno a Ángel Palerm, México, ed. Fondo de Cultura Económica, 1987, pp. 171-201.
- Las siembras de ayer. La agricultura indígena del siglo XVI. ed. CIESAS-SEP. México, 1988, 230 pp.
- Vidas y bienes olvidados. Testamentos indígenas novohispanos con Rea López, Elsa Leticia y Medina Lima, Constantino; colaboradores, García Quintana, Guadalupe et al. México, CIESAS, ed. Consejo Nacional de Ciencia y Tecnología (CONACyT) Secretaría de Gobernación, Archivo General de la Nación, 1999-2004, 5 tomos.
- Cultura hidráulica y simbolismo mesoamericano del agua en el México prehispánico, con Martínez Ruiz, José Luis y Murillo Licea, Daniel, México, ed. CIESAS - Instituto Mexicano de Tecnología del Agua (IMTA) - Cátedra UNESCO-IMTA, 2009, 298 pp.
- Cien ventanas a los paisajes de antaño: fotografías del campo mexicano de hace un siglo, con Gutiérrez Ruvalcaba, Ignacio, México, ed. CONACyT - Red de Etnoecología y Patrimonio Biocultural, Juan Pablos Editor, 2013, 275 pp.
- Letras y huellas del maíz: del siglo XVI a 1914, con Gutiérrez Ruvalcaba, Ignacio, México, ed. CONACyT - Red de Etnoecología y Patrimonio Biocultural, Juan Pablos Editor, 2016, 290 pp.
- Corridos, trovas y bolas de la región de Amecameca-Cuautla. Colección de don Miguelito, con Guillermo Bonfil Batalla y Pérez Montfort, Ricardo, México, ed. Fondo de Cultura Económica, colección Tezontle, 2018, 279 pp.
- Catálogo de la Colección de Antropología del Museo Nacional (1895) Herrera, Alfonso L. y Ricardo E. Cicero; edición de Teresa Rojas Rabiela e  Ignacio Gutiérrez Ruvalcaba, México; Secretaría de Cultura, INAH - CIESAS, 2018, 334 pp.
- Las presas efímeras mexicanas, del pasado y del presente. con Gutiérrez Ruvalcaba, Ignacio, México, ed. UNAM - CIESAS, 2019, 302 pp.

## Enlaces externos

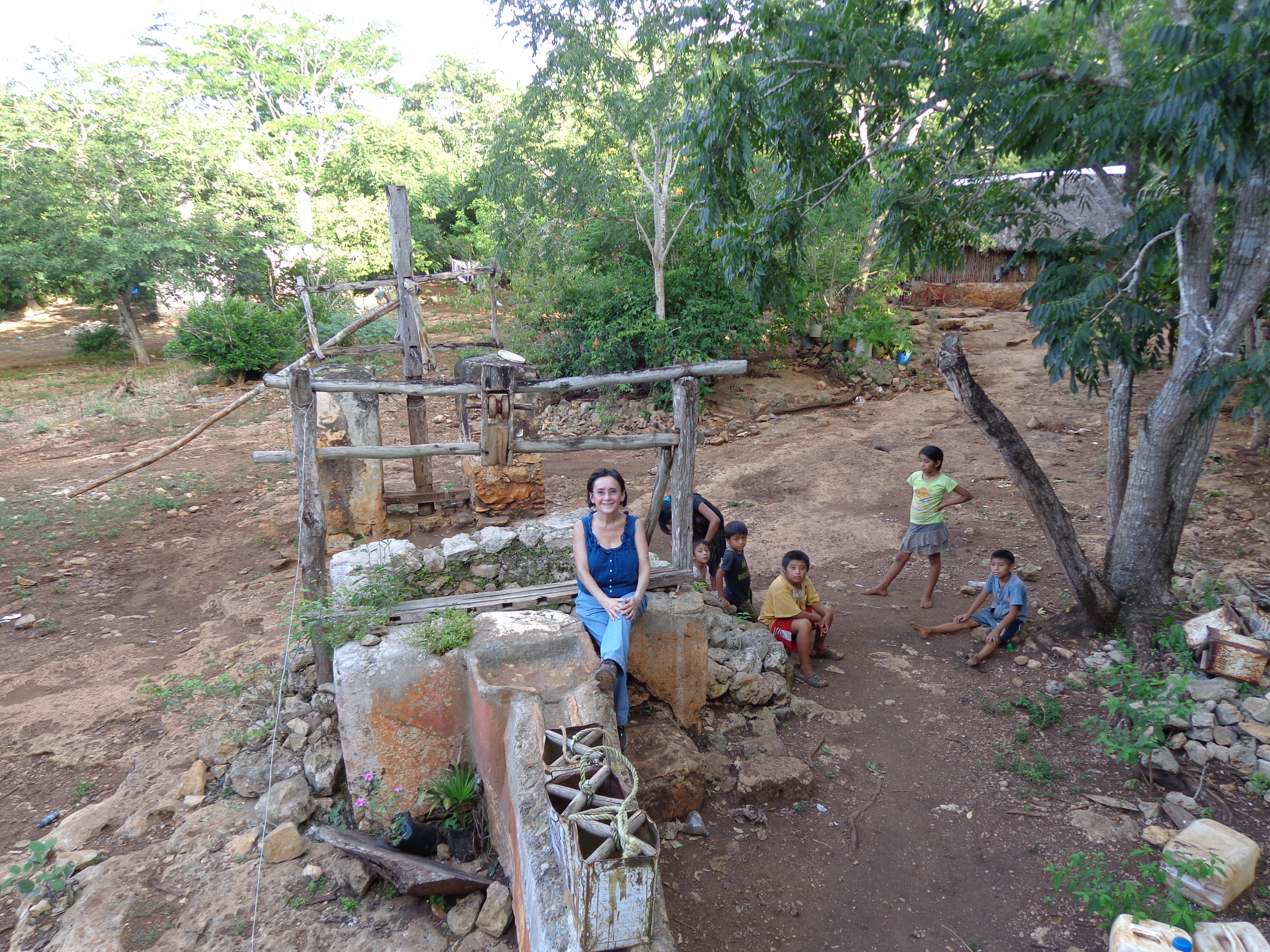
La doctora Rojas Rabiela en trabajo de campo en San Marcelino, Yucatán, para su investigación sobre las norias hidráulicas.